# الطريق الساحلي السريع (ليبيا)
 الطريق الساحلي السريع هو طريق ساحلي ليبي معبد سريع مطل على البحر الأبيض المتوسط يمتد من منطقة لبدة الخمس إلى منطقة البيفي بتاجوراء بالعاصمة طرابلس يبلغ طول الطريق حوالي 115 كم يحده من الغرب الطريق الدائري الثاني المعروف بالطريق السريع وشمالًا طريق الشط وجنوباً طريق العمامرة وشرقاً الطريق الساحلي الرابط ما بين سوق الخميس وزليتن ومصراتة.
يتميز هذا الطريق بأنه يقع بين مناطق جبلية وساحلية مثل الخمس وغنيمة وقصر الأخيار وعيوبه أنه منتهي ويحتاج إلى الصيانة ويقع فيه الكثير من الحوادث المرورية ولا سيما مدينة القره بوللي وهو يمتد إلى العاصمة طرابلس.

## مناطق الطريق الساحلي السريع
- لبدة الكبرى
- الخمس
- المرقب
- سيلين السفلية
- النقازة
- غنيمة
- العلوص
- قصر الأخيار
- الشريدات
- القرة بوللي
- بير التركي
- القويعة
- تاجوراء
- غوط الرمان
- القرية السياحية
- الحميدية
- مستشفى القلب
- مدخل طريق الشط
- الضواحي
- تاجوراء الوسط
- البيفي
- سوق الجمعة نهاية الساحلي السريع وبداية الطريق الدائري الثاني (الطريق السريع).